# Рибкинський
Ри́бкинський (рос. Рыбкинский, башк. Рыбкин) — хутір у складі Стерлітамацького району Башкортостану, Росія. Входить до складу Рязановської сільської ради.
Населення — 12 осіб (2010; 10 в 2002).
Національний склад:
- росіяни — 100%